# 蒙特尔德德亚尔瓦拉辛
蒙特尔德德亚尔瓦拉辛，是西班牙阿拉贡自治区特鲁埃尔省的一个市镇。总面积45平方公里，总人口73人（2001年），人口密度2人/平方公里。